# Psacalium decompositum
Psacalium decompositum es una especie de planta herbácea perteneciente a la familia de las asteráceas.

## Descripción
Es una hierba que alcanza un tamaño de 1 m de altura, los tallos son casi leñosos y con pelillos. Las hojas están divididas y miden hasta 40 cm de largo. Sus flores son blancas y están agrupadas en cabezuelas.

## Distribución y hábitat
Originaria de México, habita en clima semiseco entre los 1950 y los 2050 metros. Planta silvestre, asociada al matorral xerófilo y al bosque de pino.

## Propiedades
En Sonora se emplea en padecimientos reumáticos y diabetes, para esto se bebe en ayunas el cocimiento del rizoma, previamente reposado, sin endulzar, así se prepara en el Distrito Federal, en donde también se prescribe para el dolor hepático.
Las raíces son también consideradas por los tarahumaras muy efectivas para curar el reumatismo, con este propósito se hierven por varias horas, y el líquido resultante ya colado se toma a razón de un vaso todas las mañanas, durante 3 o 4 días.
Los tarahumaras la utilizan machacada y hervida durante 15 minutos, como remedio interno contra los resfríos. Mientras que como purgativo, la muelen en el metate y la beben con abundante agua caliente. Afirman que es un purgante muy drástico y que su acción debe ser interrumpida comiendo atole frío.
Otros padecimientos en los que se aplican sus usos medicinales son para las anginas, en neuralgias y úlceras.
Con las raíces machacadas se aplican cataplasmas en las heridas.
Historia
En el siglo XX, el Instituto Médico Nacional la señala como antineurálgica y antirreumática. Alfonso Herrera Fernández menciona que esta planta es utilizada para aliviar los dolores reumáticos de las articulaciones, especialmente los gotosos, los neurálgicos, se calman por la aplicación "loco dolenti" de la tintura. Añade, "la cicatrización rápida de las úlceras y de las heridas, se favorece lavándolas con una mezcla de la tintura y agua o con la tintura sola, empleada como tópico". Posteriormente, Maximino Martínez reporta su empleo como antidiabético, antidisentérico, antineurálgico, antipodágrico, antirreumático, astringente, catártico, cafalalgias, congestiones hepáticas y vulnerario. Luis Cabrera de Córdoba la cita a su vez como antidiabética, antidiarréica, antineurálgica, antirreumática, catártica y vagotonismo. Finalmente, la Sociedad Farmacéutica de México la describe como: antineurálgico, antiséptico y astringente.
Química
Esta planta contiene un alcaloide, aceite esencial, resina, taninos y glucósidos.

## Taxonomía
Psacalium decompositum fue descrita por (A.Gray) H.Rob. & Brettell y publicado en Phytologia 27(4): 260. 1973.
Sinonimia
- Cacalia decomposita A.Gray
- Mesadenia decomposita (A.Gray) Standl.
- Odontotrichum decompositum (A.Gray) Rydb.	[4]

## Nombre común
- Matarique, mataricue, matariqui.